# 盛田気
盛田 気（もりた ちから、1995年10月5日 - ）は、トップイースト-Bクリーンファイターズ山梨に所属するラグビー選手。

## プロフィール
- 大阪府寝屋川市出身[1]。
- ポジションはウィング(WTB)、フルバック(FB)。
- 身長 180cm、体重 90kg
- ニックネームはチカラ。
- 父の清人は元ラグビー選手（元・三洋電機）[2]で兄の志もラグビー選手。
- U17関東代表に選ばれたことがある[3]。
- 7人制日本代表に選ばれたことがある[4]。

## 略歴
高校からラグビーを始めた。
2014年、日川高校卒業後、大東文化大学に入る。
2018年、大東文化大学卒業後、宗像サニックスブルースに加入。同年9月29日に行われたジャパンラグビートップリーグ第2節代替の神戸製鋼コベルコスティーラーズ戦に先発出場で公式戦初出場を果たす。
2022年、宗像サニックスブルース活動休止に伴い退団。2023年、クイーンズランド大学ラグビークラブに加入。同年9月、クリーンファイターズ山梨に加入。